# دوغ ويلكيرسون
دوغ ويلكيرسون (بالإنجليزية: Doug Wilkerson)‏ هو لاعب كرة قدم أمريكية أمريكي، ولد في 27 مارس 1947 في فاييتفيل في الولايات المتحدة.

## وصلات خارجية
- دوغ ويلكيرسون على موقع مرجع كرة القدم المحترفة.كوم (الإنجليزية)
- دوغ ويلكيرسون على موقع قاعة كارولاينا الشمالية للمشاهير الرياضية (الإنجليزية)